# Cantone di le Velay volcanique
Il Cantone di le Velay volcanique è una divisione amministrativa dell'Arrondissement di Le Puy-en-Velay.
È stato costituito a seguito della riforma approvata con decreto del 17 febbraio 2014, che ha avuto attuazione dopo le elezioni dipartimentali del 2015.

## Composizione
Comprende i seguenti 23 comuni:
- Alleyras
- Arlempdes
- Bains
- Barges
- Le Bouchet-Saint-Nicolas
- Le Brignon
- Cayres
- Costaros
- Cussac-sur-Loire
- Lafarre
- Landos
- Ouides
- Pradelles
- Rauret
- Saint-Arcons-de-Barges
- Saint-Christophe-sur-Dolaison
- Saint-Étienne-du-Vigan
- Saint-Haon
- Saint-Jean-Lachalm
- Saint-Paul-de-Tartas
- Séneujols
- Solignac-sur-Loire
- Vielprat